# Националистическая народная коалиция
Националистическая народная коалиция (англ. Nationalist People's Coalition (NPC), ННК) — право-центристская консервативная политическая партия Филиппин, основанная в 1992 году кандидатом в президенты Эдуардо Кожуанко-мл.

## История
Националистическая народная коалиция была основана в 1992 году после того, как некоторые члены Националистической партии во главе с тогдашним губернатором Ризала Исидро Родригесом вышли из Националистической партии после разногласий с лидером партии, а затем вице-президентом Сальвадором Лорелом в ходе подготовки к президентским выборам 1992 года. Члены гражданского общества и деловые круги страны пригласили бизнес-магната Эдуардо «Дандинга» Кожуанко-мл., бывшего сотрудника авторитарного президента Фердинанда Маркоса, выдвинуть свою кандидатуру в президенты, а сенатора Джозефа Эстраду — в вице-президенты. В результате выборов Кожуанко проиграл президентскую гонку, набрав 18,17% голосов и финишировав 3-м, а Эстрада уверенно победил в выборах вице-президента.
На выборах 1998 года ННК вошла в коалицию Борьба патриотических филиппинских масс (LAMMP), выставившую кандидатом в президенты вице-президента Джозефа Эстраду. 
После отстранения Эстрады от власти в 2001 году ННК покинула коалицию. Когда президентом стала Глория Макапагал-Арройо, её коалиция «Сила народа — Христианские и мусульманские демократы», возглавляемая партией Лакас, стала доминирующей группой в Конгрессе. Партия Лакас, состоящая из 75 человек, возглавила «Солнечную коалицию», в которую также входила ННК из 61 члена, некоторые члены Либеральной партии и несколько других мелких партий. Партия Борьба демократических филиппинцев (БДФ) возглавила оппозиционный блок из 20 депутатов.
В 2004 году партия БДФ и ННК поддержали Эдуардо Кожуанко в качестве потенциального кандидата в президенты на выборах 2004 года, однако он отказался.
На выборах 2007 года ННК получила 26 мест.